# Манойлов, Семён Евстафьевич
Семён Евстафьевич Манойлов (1912—2004) — доктор медицинских наук, профессор, участник Великой Отечественной войны и блокады Ленинграда.

## Биография
С. Е. Манойлов родился 21 ноября 1912 года в Санкт-Петербурге в семье врача Е. О. Манойлова.
Во время Гражданской войны он жил в Самаре, а затем переехал в Ленинград. После окончания четвёртого класса школы Манойлов поступил в Единую советскую трудовую школу № 104.
Семён Евстафьевич учился во 2-м Ленинградском медицинском институте на сангигиеническом факультете. Он был членом Пролетстуда. Окончив институт, в 1934 году Манойлов подал заявление в аспирантуру, а в 1938 году его зачислили ассистентом на кафедру биологии. В течение 5 лет трудился врачом-биохимиком в лаборатории Нейро-психиатрического института им. В. М. Бехтерева.
В 1940—1946 годах Манойлов служил в Красной армии. На протяжении всей войны он работал в санитарно-эпидемиологической лаборатории ЛВО (СЭЛ № 318 Ленфронта). Он организовал производство антицинготной хвойной настойки и препарата для лечения ран и ожогов «Жир колюшки».
В послевоенные годы Семён Евстафьевич трудился в Нейтральном рентгенологическом, радиологическом и раковом институте. В 1950 году он защитил диссертацию на соискание учёной степени доктора медицинских наук. Около 25 лет он работал в Ленинградском Государственном Химико-фармацевтическом институте. Манойлов писал работы по биохимии белков, энергетической биохимии, а также биохимии патологических процессов под влиянием радиационных поражений. Кроме того, в 1951 году он показал наличие в опухолях специфического нуклеопротеида — онкобелка и онкогена.
Манойлов С. Е. умер в 2004 году.

## Основные работы
- Биохимические основы злокачественного роста. — Ленинград: Медицина. Ленингр. отд-ние, 1971.
- Первичные механизмы биологического действия проникающей радиации. — Ленинград: Медицина. Ленингр. отд-ние, 1968.
- Биохимические особенности некоторых патологических процессов: Учебное пособие к курсу биохимии. — Ленинград: б. и., 1962.
- Биологическое действие проникающей радиации. / О-во по распространению полит. и науч. знаний РСФСР. Ленингр. отд-ние. — Ленинград: б. и., 1961.
- Учёный дворянин в СССР: Краткая автобиография. — СПб.: Б. и., 1997.

## Награды
- Орден Красной Звезды[4]
- Медаль «За победу над Германией в Великой Отечественной войне 1941—1945 гг.»[5]